# The Collection
The Collection е вторият сборен албум с най-добрите хитове на британската поп група Атомик Китън, издаден през май 2005. Албумът е с общи продажби от 60 хиляди копия и е със сребърна сертификация.

## Списък с песните
1. „Whole Again“ – 3:03
2. „Dancing in the Street“ – 3:38
3. „Ladies Night“ (с Куул енд дъ Генг) – 3:08
4. „Use Your Imagination“ – 3:13
5. „Turn Me On“ – 3:40
6. „Right Now“ – 3:48
7. „It's OK!“ – 3:15
8. „Love Won't Wait“ – 3:29
9. „Don't Go Breaking My Heart“ – 3:43
10. „Believer“ – 3:46
11. „Follow Me“ – 3:15
12. „Tomorrow and Tonight“ – 3:26
13. „Walking on the Water“ – 4:00
14. „Love Doesn't Have to Hurt“ – 3:28
15. „No One Loves You (Like I Love You)“ – 4:00